# Keiser (Arkansas)
Keiser est une ville de l'État américain de l'Arkansas, située dans le comté de Mississippi. Selon le recensement de 2010, sa population est de 759 habitants.

## Démographie
| 1940 | 1950 | 1960 | 1970 | 1980 | 1990 |
| ---- | ---- | ---- | ---- | ---- | ---- |
| 452  | 522  | 516  | 688  | 962  | 805  |

| 2000 | 2010 | - | - | - | - |
| ---- | ---- | - | - | - | - |
| 808  | 759  | - | - | - | - |